# 蒂法妮·科恩
蒂法妮·科恩（英語：Tiffany Cohen，1966年6月11日—），美国女子游泳运动员。她曾代表美国参加1984年夏季奥林匹克运动会游泳比赛，获得女子400米自由泳和女子800米自由泳金牌。